# 高橋努
高橋努（1965年9月20日—），日本男性漫畫家。東京都出身。

## 作品
- 地雷震、全19冊、東立、原名《地雷震》（1992年～2000年）
  - 地雷震diablo、全3冊、東立（2008年－2011年）
- ALIVE、全1冊、尖端、原名（1999年）
- 紅粉野球隊、全9冊、東販、原名（2000年～2002年）
- 心魔大審判、全2冊、尖端、原名《スカイハイ（日语：スカイハイ (漫画)）》（2001年～2002年）
  - 心魔大審判-業障、全2冊、尖端、原名（2003年）
  - 心魔大審判-新章、全4冊、尖端、原名（2003年～2004年）
  - 原名（2005年～2010）
- BLUE HEAVEN、全3冊、原名《Blue Heaven（日语：Blue Heaven）》（2002年～2003年）※短編『69』收錄
- 爆音列島、10冊待續、長鴻、原名《爆音列島（日语：爆音列島）》（2002年）、日文版18冊完結
- SIDOOH 士道、全25冊、原名《SIDOOH 士道》（2005年~2010）
- 士道 SUNRISE、全1冊、原名《士道 サンライズ》（2011年）
- 守護靈、全8冊、原名《ヒトヒトリフタリ》（2011年～2013年）
- NeuN

## 外部連結
- （日語）http://tao-69.com/ （页面存档备份，存于）
- （日語）http://talent.yahoo.co.jp/pf/detail/pp173279 （页面存档备份，存于）
- （日語）
- inauthor:高橋ツトム - 搜索 Google 圖書